# أحمد صالح (لاعب كرة قدم سعودي)
أحمد محمد صالح أمين (مواليد 23 يناير 2001) هو لاعب كرة قدم سعودي.
لعب في نادي أحد ونادي الذهب و نادي الصفا .

## روابط خارجية
- أحمد صالح (لاعب كرة قدم سعودي) على موقع قاعدة بيانات كرة القدم.إي يو (الإنجليزية)
- أحمد صالح (لاعب كرة قدم سعودي) على موقع Soccerway.com (الإنجليزية)
- أحمد صالح (لاعب كرة قدم سعودي) على موقع كووورة